# Kenia na Zimowych Igrzyskach Olimpijskich 2006
Kenię na Zimowych Igrzyskach Olimpijskich 2006 reprezentował jeden zawodnik – biegacz narciarski Philip Boit, który był chorążym ekipy.

## Wyniki

### Biegi narciarskie
Mężczyźni
- Philip Boit

15 km techniką klasyczną
53:32.4 (92. Miejsce)